# Mougalaba
La Mougalaba est un département de la province de la Ngounié au Gabon. Sa préfecture est Guiétsou.